# 中国电机工程学会
中国电机工程学会，簡稱CSEE，是中国电机工程科技工作者组成的全国性、学术性、非营利性社会团体，由中国科学技术协会主管，1934年10月在上海成立。

## 歷史
- 1934年10月14日，為配合国民政府政策、發展工業及繁榮經濟，中國電機工程師學會於上海八仙桥新青年会九樓西廳舉行成立大會，首任會長李熙謀。
- 1947年4月，中國電機工程師學會於台湾省成立台灣分會。
- 1950年7月，中國電機工程師學會台灣分會改名為台灣省電機工程學會。
- 1953年11月，台灣省電機工程學會於高雄市成立高雄分會。
- 1954年，台灣省電機工程學會改組為中國電機工程學會，簡稱CIEE。
- 1956年6月9日，中華全國自然科學專門學會聯合會決定成立中國電機工程學會籌備委員會與中國電子學會籌備委員會。
- 1956年7月，中华人民共和国内务部核准中華全國自然科學專門學會聯合會《关于中国电机工程学会筹委会开展筹备活动的申请》备案。
- 1956年10月，CIEE於花蓮縣成立花蓮分會。
- 1957年7月，中華全國自然科學專門學會聯合會籌組之中國電機工程學會於北京市成立，簡稱CSEE。
- 1958年5月6至12日，CSEE於北京市召开“第一次全国会员代表大会”，中华人民共和国水利电力部副部长刘澜波兼任首任理事长。
- 1964年，CSEE官方期刊《中國電機工程學報》創刊。
- 1982年9月，CIEE於臺中市成立台中分會。
- 1994年，CIEE官方期刊《電機工程學刊》（International Journal of Electrical Engineering）創刊。
- 2005年10月，CSEE與CIEE於湖北省宜昌市合辦「海峽兩岸電機電力產業論壇暨三峽大壩電廠實地參訪與座談會」。

## 外部連結
- 中国电机工程学会（CSEE） （页面存档备份，存于）
- 中国电机工程学会（CIEE） （页面存档备份，存于）